# 29 př. n. l.

## Hlavy států
- Parthská říše – Fraatés IV. (38 – 2 př. n. l.)
- Čína – Čcheng-ti (dynastie Západní Chan)
- Římská říše - Augustus